# Toucouleurs
 (mai 2025).
Si vous disposez d'ouvrages ou d'articles de référence ou si vous connaissez des sites web de qualité traitant du thème abordé ici, merci de compléter l'article en donnant les références utiles à sa vérifiabilité et en les liant à la section « Notes et références ».
Les  Toucouleurs  (Peuls , Fulani , Foutankobé , Fulbé Fouta Toro) sont une population d'origine et de langue peule, en Afrique de l'Ouest, vivant principalement dans le nord du Sénégal, dans le sud de la Mauritanie, au Mali et en Guinée (Dinguiraye).

## Ethnonymie
Selon les sources, on observe de très nombreuses variantes : Al Pulaar (Haalpulaar, Haal Pulaar, Halpular, Hal Pular, Haalpulaaren), Foutanké (Foutankoré, Futankobé), Futatoro (Futa Toro), Pulaar, Takruri (Tekarir, Tekrourien, Tekrour,
Tekruri ).
Le nom « Toucouleur » désignait les habitants du royaume de Tekrour. Dans ce nom « Toucouleur », cette population a trouvé un statut juridique territorial et une identité stable, donnés par l'administration coloniale française de la fin du XIXe siècle. Ils se désignent sous le nom de Haalpulaaren (ceux qui parlent le pulaar, au singulier Haalpulaar) ou Foutankobé (ceux qui habitent le Fouta).

## Histoire
Selon une théorie de Cheikh Anta Diop depuis lors remise en question, les purs Toucouleurs seraient originaires de la vallée du Nil. Ils sont eux-mêmes à l'origine de l'ancien royaume du Tekrour.
On ignore quand le Tekrour fut créé mais on sait que ce sont les Diawonko (Dia-Ogo) qui furent à l'origine de ce royaume. Selon Cheikh Moussa Camara, les Dia ogo seraient a l'origine des forgerons qui dirigeaient le Tekrour depuis la province du Namandirou. Il dirigèrent jusqu'au IXe siècle en suite le royaume sera annexé par l'empire du Ghana. Selon la légende futanké, c'est autour du IXe siècle que les premiers vague de nomades peuls arrivèrent dans la région.

Vers 1040, la dynastie Soninké des Mannas succéda à celle des Dia Ogo. le fondateur de la Dynastie fut War Diaby, un soninké originaire du Diarra, dans le Wagadou. Avec l'appui des Almoravides ce dernier imposa la religion musulmane au tekrour.

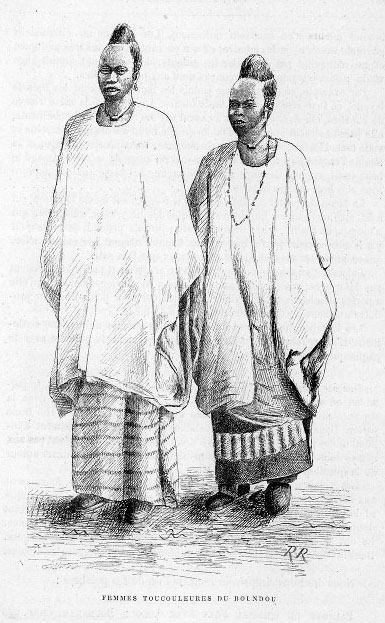
Femmes peules du Boundou (gravure de 1890)

Les Tondyons (1300-1400) sont la troisième dynastie du Tekrour, d'origine Sérères.
De 1400-1450, trois familles vont se succéder : les Lam Termès, les Laam Taaga à la tête d'un tribu toucouleur métissée de Maures et enfin les Lamtoro de Eli bana Sall.
Le royaume sera par la suite annexe par les  Lemtouna jusqu'en 1456 date a laquelle le tribu Djolof (Wolofs) prirent possession du royaume avec l'aide des lamtoro et des Wolofs du Tekrour.
À cette époque, le Tekrour était fortement influencé par la population wolof.
Au début du XVIe siècle, le Tekrour fut conquis par Koli Tenguéla Ba, un chef Peul venu de Deni en guinée actuelle, qui mit sur pied une nouvelle dynastie, celle des Denyankobe.
Koli Tenguella s'était donné pour mission de finir ce que son père avait commencé, c'est-à-dire établir l'unité des Peuls. Il réunit ce qui restait de son armée et parcourut les royaumes depuis le Fouta-Djalon, dominé par les Dialonké, en passant par le Badiar, le Kaabu, les royaumes sérères, le Djolof, le Niani, le Wouli, le désert du Ferlo, dans le but de réunir toutes les tribus Peuls en vue de la guerre.
Avec plus ou moins de succès, il réussit à atteindre le Fouta-Toro et là, après plusieurs tentatives, il parvint à imposer sa dynastie, vers le milieu du XVIe siècle jusqu'à l'année 1776, Koli Tenguella imposa sa domination sur un axe sud-nord, allant du Fouta-Djalon jusqu'au Fouta-Toro.
Koli Ténguélla réalisa l’unité Peul de toute la région, qui va désormais s’appeler le Fouta-Toro.
À la fin du XVIIIe siècle, la dynastie denianké n'avait plus le soutien du peuple, face au nombreuses razzias des Maures, le Fouta-Toro était plongé dans une insécurité permanente. Les Maures avaient réussi à soumettre le Fouta à leur autorité, et à lui imposer de lourds tributs.
Au XVIIIe siècle, Souleymane Baal a mené la plus grande révolution du Fouta, connue sous le nom de Révolution torodo.
Souleymane Baal (de son vrai nom Souleymane Ba) était un peul du clan des Wodaabé, il portait initialement le patronyme Ba, il changea son nom de famille « Ba » et le remplaça par « Baal » pour se démarquer des membres de la dynastie des Peuls Denianke. Souleymane Baal renversa la dynastie peule Denianke aux côtés de Abdoul Kader Kane (Abdul Kaadiri Kan), mit fin au régime de monarchie absolue qu’avait instauré Koly Tenguela et abolit l’esclavage et toute forme de commerce humain. Malgré tout, l’esclavage domestique subsistait. Peu de temps après, Souleymane Baal mourût en partant combattre les Maures. Abdoul Kader Kane lui succéda.
Abdoul Kader connut une grande défaite militaire à Bankhoye contre les troupes wolofs Tiédos dirigées par le damel (roi) du Cayor, Amary Ngoné Ndella Coumba, allié au brack (roi) du Waalo, Fara Peinda Tégue Rella Mbodj. Il fut retenu captif à la cour du Damel pendant de nombreux mois avant d'être relâché. Abdul Kader, considéré comme le premier almamy (roi) du Fouta-Toro, délivrera cet État du joug des Maures, qui razziaient les villages de wolofs , à la recherche d'esclaves.

### L'Empire Toucouleur
Oumar Tall, de son vrai nom Omar Foutiyou Tall (ou Oumar Seydou Tall) est né à Halwar dans le Fouta-Toro, dans l’actuel Sénégal, entre 1794 et 1797, il fonda un empire toucouleur musulman sur le territoire de ce qui est aujourd'hui la Guinée, le Sénégal et le Mali.
C’est vers 1848 que Oumar Tall prépara le djihad (une guerre sainte), à Dinguiraye. Oumar Tall acquiert une réputation de saint et rassemble de nombreux disciples qui formeront les cadres de son armée. Son armée, équipée d’armes légères européennes reçues de britanniques de Sierra Leone, s’attaque à plusieurs régions malinkées à partir de 1850. Il occupe sans difficulté les territoires Païens du Mandingue et du Bambouk (1853), puis attaque les Bambaras Massassi dont il prend la capitale Nioro (1854). En 1856, il annexe le royaume bambara du Kaarta et réprime sévèrement les révoltes.
Luttant contre l’armée coloniale française, il fait construire un tata (une fortification) à Koniakary (77 km à l’ouest de Kayes). En avril 1857, il déclare la guerre contre le royaume du Khasso et assiège le fort de Médine, qui sera libéré par les troupes de Louis Faidherbe le 18 juillet 1857.
Entre 1858 et 1861, El Hadj Oumar Tall s’attaque aux royaumes bambaras de Kaarta et de Ségou (bataille de Ngano).
El Hadj Omar Tall était principalement contre les Bambaras païens et animistes mais aussi contre les Peuls du Macina qui, bien que musulmans, avaient refusé de lui prêter main-forte contre les « ennemis de la foi ».
Le 10 mars 1861, il conquiert Ségou qu’il confie un an plus tard à son fils Ahmadou pour partir à la conquête d’Hamdallaye, capitale de l’empire peul du Macina. Après trois batailles, l’empire peul du Macina tombera le 16 mars 1862.
Obligé de se réfugier dans les grottes de Deguembéré, près de Bandiagara, il disparaît dans une grotte le 12 février 1864.[source insuffisante]
Son neveu Tidiani Tall sera son successeur et installera la capitale de l’empire Toucouleur à Bandiagara. Son fils Ahmadou Tall règne à Ségou, Nioro et commandait le Niger de Sansading à Nyamina, une partie des Bambaras du Beledougou, le Bakhounou, le Kaarta jusqu’à la conquête française.
Au milieu du XIXe siècle, Maba Diakhou Bâ du royaume du Saloum, sous les recommandations de Oumar Tall, mena une guerre sainte au Saloum, et réussit à en annexer quelques provinces. Il prit par la suite le titre d'almamy du Rip, sa province d'origine, où il renomma la capitale du Rip en Nioro du Rip. Il meurt en allant combattre les Sérères du Sine, dirigés par le Maad a Sinig, Coumba Ndofféne Famak Diouf.
Les Toucouleurs ont aussi créé le royaume du Boundou au Sénégal, et sont à l'origine de l'empire peul de Sokoto au Nigeria actuel fondé par Usman dan Fodio, dit Torodo.
On trouve également quelques familles Toucouleur au Mali dans le cercle de Nioro et au Fouta-Djalon.
Les Toucouleurs sont majoritairement Peuls.
Également, au fil des siècles, de nombreuses familles Peules venues du Djolof et du Macina se sont intégrées à cet ensemble culturel et se définissent aujourd'hui comme Toucouleurs.

## Population
La langue parlée est le peul du Fouta-Toro.

Les Toucouleurs sont presque tous musulmans   et sont à l’origine de l’islamisation de l’Afrique de l’ouest, avec les Soninkés.
Au Sénégal,ils  sont très nombreux, il y a également une grosse communauté au Mali mais surtout en Mauritanie dans les wilayas du Gorgol et du Brakna.
Les Toucouleurs parlent tous le Peul, la distinction entre Peuls et Toucouleurs est principalement présente au Sénégal, contrairement à la Mauritanie où beaucoup d'entre eux rejettent le terme "Toucouleur'", qu'ils jugent péjoratif, ils préfèrent être appelés les Foutankés ou bien les Peul-Tooro, car ils estiment qu’ils n’y a aucune différence entre Peuls et Toucouleurs, comme le dit l'adage « Le Peul demeurera toujours Peul, peu importe sa région. » (Fulbe fof ko gotum).
Aujourd’hui, un nombre important de Foutankobé ont émigré vers l’Afrique centrale et la France.

## Système de castes

### Liste des castes

La maison dite des Toucouleurs à Bandiagara au Mali.

La société Peulh Toro est la plus hiérarchisée d'Afrique, de type patriarcal, elle est hiérarchisée en treize castes réparties en trois classes,.

#### Les nobles:[Rimbes, Dimo au singulier]
- Les Tooroɓɓe (Toorodo) : Situé au plus haut de la hiérarchie sociale, ils représentent le pouvoir religieux, les patronymes Ba, Kane, Anne, Ly et Tall sont très représentés.

- Les Fulbe (Pullo) : Déniyanké, Yallalbé, Diawbé, Woodaabé etc…, ce sont ceux dont l'élevage est le métier, c’est aussi la caste du souverrain Koly Tenguela. Ils comptent quatre patronymes: Bâ, Sow, Diallo et Barry. ayant donné des dérivés [Ba et Sow sont très représentés].
- Les Jaawanbe (Jaawando) : Conseillers et courtisans des rois et numériquement le plus faible groupe parmi les nobles, ils sont reconnaissables aux patronymes de : Bassoum, Bocoum, Daff, Kaam, Lah, Ndiade, Ndjim, Niane, Sam, Thiène. (Daff est très représenté).
- Les Sebbe (Ceddo) : Ce sont les guerriers, ils étaient à l'origine au plus haut dans la hiérarchie, mais c’est après la prise du pouvoir par les Toorobé, qu’ils ont régressé, leur patronymes sont majoritairement d'origine Wolof ou Peul, [ N’diaye et Dia sont très représentés].
- Les Subalbe (Cuballo) : Ces pêcheurs sont reconnus comme maîtres des eaux, le chef des Subalbe porte le titre de Diagodin-teen. Il est probable, comme le laissent à penser les anthroponymes, qu'ils soient d'origine Sérère et Peul [Sarr, Sy et Maal sont très représentés][10].

#### Les Nyenybe [Nyenyo au singulier]
Libres cependant ils restent dépendants politiquement et économiquement des nobles ; Artisans ou laudateurs, de nombreux interdits les touchent. Ils pratiquant l'endogamie stricte. Il n'y a pas de véritable hiérarchie entre eux, chaque catégorie a ses croyances et ses rites liées au métier. Ils sont divisés selon leur métier : il existe à l'intérieur de ces castes des sous-castes :
- Les Wayilbe (Baylo) : Forgerons et bijoutiers,(les patronymes Thiam, Kanté et Mbow sont très représenté).

- Les Laobés (Labbo) : Ce sont les artisans du bois, ils sont très indépendants, à tel point qu'on les considère souvent comme une ethnie distincte, certains d’entre eux sont devenus les griots des Sebbe (Laobés gumbala), ils ont majoritairement le patronyme Sow.

- Les Maabube (Maabo) : Tisserands à l'origine, d’autres sont devenus les griots des Jaawambe (Maabube Jaawambe) et griots des Subalbe (Maabube Suudu Paate), les patronymes Kassé et Guissé sont très représenté ici.
- Les Sakkeebe (Sakke) : La classe des travailleurs du cuir, les patronymes Sy et Gakou sont très représentés.
- Les Buurnabe (Burnaajo) : La classe des potiers et des céramistes, le nom Wade est très présent ici, ils sont tous originaires du Waalo, et sont en fait d’anciens guerriers devenus artisans et griots.
- Les Waambaabe (Bambado) : Griots et généalogistes des Fulbe, ils ont majoritairement le patronyme Ba.
- Les Awlube (Gawlo) : Griots et généalogistes des Toroobbe, ils ont majoritairement les patronymes Sam et Seck.

#### Les Maccubés
Les Maccubés ou Jiyaabe (Maccudo au sing. Kordo au féminin) sont constitués par les esclaves.
Représentant la caste des captifs, ils se situent au plus bas dans la hiérarchie.
Une certaine verve populaire désigne parfois les Maccubés sous le terme de majjube (sing. majjudo) signifie proprement « personnes égarées, inconscients », on distingue les Jyaabe sottiibe, représentant les captifs affranchis, et les Jyaabe haalfabe qui eux sont demeurés captifs.

### Une société hétérogène
La société Toucouleur est très hétérogène. Le mot halpulaar sous lequel les Toucouleur se désignent, veut dire ( qui parlent Peul), et non (qui est Peul), bien que la plupart, soient d'origine Peul, et ont les trouvent dans toutes les castes de la société des Toucouleurs, aussi bien chez les nobles que chez les artisans, griots ou esclaves.
Les castes des Fulbe, Lawbe et Wammbaabe, sont les plus liés au Peuls, car ce sont des castes de la société Toucouleur, d'ont les peuls sont a l'origine. 
Les Toucouleurs sont avant tout les fidèles, qui ont suivi Elhadj Oumar Tall dans sa guerre sainte.
Également au fil des siècles, de nombreuses familles Peuls venues du Djolof et du Macina se sont intégrées à cet ensemble culturel et se définissent aujourd'hui comme Toucouleurs.
En résumé, ce sont les premières vagues de Peuls qui sont arrivées en Afrique de l’Ouest et qui se seraient sédentarisées.

## Patronymes

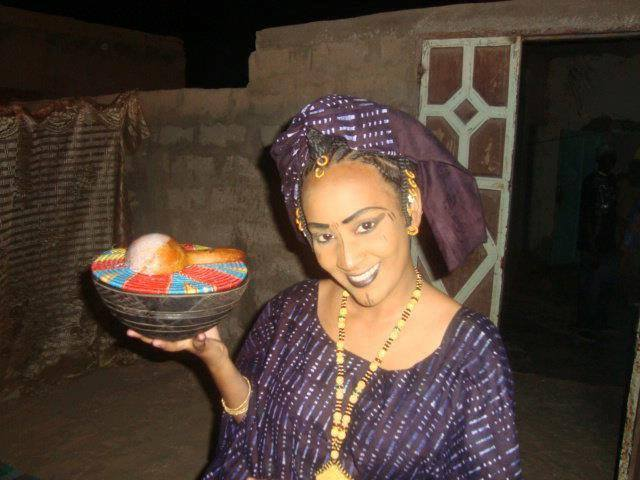
Femme peulh du Fuuta Tooro

On trouve chez les Foutankobé la plupart des patronymes Sénégalais.
Les études des chercheurs tels que Cheikh Anta Diop, le professeur Saïdou Kane, démontrent que les patronymes Hane, Athie, Kane, Ly, Sam, Sy, Bass, Lam et Bousso appartiennent à la souche Peul, cependant bon nombre de clans Maures, se sont alliés à ces familles, raison pour laquelle ces familles revendiquent des origines Maures.
Les patronymes  Diaw, Daff, Aw, Tall, Baal, Maal et Sall sont d’origine Peuls. Il existe encore plusieurs dizaines d'autres noms.
D'autres patronymes comme Ndouala ou  Sow existaient déjà avant les Peuls c'est la raison pour laquelle Beaucoup de ces familles se revendiquent d'ascendance Yorubas ou Bantous. En effet d'après Cheikh Anta Diop les Sow ne sont pas des Peuls de souche mais appartiendraient en réalité à la civilisation des Saos qui vivaient au Nigéria, au Tchad, au Cameroun et au Congo. 
Certains portant les noms  Ngom, Sarr, ,Diouf, Birou, Mbodji, Geye.. sont d'origine Wolof ou Sérère, et très souvent du groupe ''Sebbe/Ceddo'' et ''Subalbé''. Beaucoup descendent des ''Farba'' Wolofs ayant dominé le Fouta-Toro durant l'empire Djolof. Les Sérères très représentés par les Subalbe sont parmi les plus anciens habitants du Fouta-Toro.
Le nom Thiam porté par des familles Peuls  l'est aussi par de nombreuses familles Wolofs castées, cela est dû aux migrations peule en pays Wolof, très accentuées pendant que la dynastie des Denianke de Koli Tenguella était au pouvoir au Fouta-Toro du milieu du XVIe siècle à la fin du XVIIIe siècle.
Les patronymes Ka, Diallo, Ba, Dia, Deh, Barry… sont purement Peuls, ces familles  étaient regroupées dans une multitude de groupes et de sous-groupes, appelés Leeyi ou KinDe, tels les UrurBe, WodaaBe, WalwaalBe, Jaawbe, , etc. Chacun de ces groupes marquait ses particularités, liées à sa provenance géographique (Fouta-Toro, Diara, Macina, Diafunu, Tagant, Ferlo, , etc.), à ses Ardo, chef du groupe ou du lignage, ceux ayant conservé la religion traditionnelle et ceux ayant adhéré à l'islam, ceux étant nomades ou bien sédentaire. Les Peuls nomades, quels que soient leurs groupes ou lignages, étaient régis par une étude nommée pulaaku, que tout Peul se devait de respecter. Le socle de base du pulaaku, était avant tout le mode de vie nomade et l'activité pastorale
Les Fulbe sédentaire sont appelés 'Fulbe Saare' ou ‘Fulbe Waalo’ par opposition aux Peuls nomades appelés Fulbe Jeeri, qui n'ont pas d'habitat fixe et transhument dans le Ferlo à la recherche de pâturages, leurs migrations prennent de grande amplitudes. Les Fulbe Jeeri ce sont les Peuls du Djolof, on les trouve aussi dans le sud de la Mauritanie et au Sine et Saloum, semi-nomades, ils sont généralement moins métissés avec les autres ethnies noires que les autres Fulbe de la vallée du fleuve avec qui ils ont en commun la langue. Un éleveur, quelle que soit son origine, sera toujours qualifié de Pullo, les Peuls sédentarisés, sont devenus des agriculteurs, tout en conservant un goût prononcé pour l'élevage du gros bétail, ils ont donné le goût de l'élevage aux populations sédentarisées sur le bord du fleuve (waalo), les Fulbe Saare font partie de la classe des nobles chez les Toucouleurs et sont divisés en plusieurs groupes, les Deeniyankoobe, les Sammankoobe, les Yaalalbe, les Sayboobe, les Yirllaabe, les Jaawbe, les Ranaabe Waalo, les Ururbe, etc.
Ces Fulbe Saare sont aussi appelés sous le nom de Waalwaalbe (les habitants du Waalo) par les Fulbe Jeeri, nom qu'ils partagent avec tous les habitants du Daande Maayo et du Jeejegol que les étrangers appellent improprement « Toucouleurs ».
Certains peulh portant des noms Mandingues (Niang, Ndiaye, Camara, Soumaré, Touré, Traoré , etc.) sont souvent de familles Maccubés et ceux portant des noms d'origine Maures (Aïdara, Jebaay, Jeng, Kane, Mbaye,Sam…) de familles Toorobbe et Awlube.

## Culture
Entre les Foutankobé et les Sérères, il existe un lien qu'on appelle la parenté à plaisanterie. Ce lien qui unit les deux ethnies leur permet de se critiquer, mais les oblige aussi à l'entraide, au respect mutuel. Les Foutankobé appellent ce cousinage le dendiraagal ou jongu. Ce lien existe aussi entre les noms claniques ou patronymes. Les classes d'âge concernaient surtout les enfants et les adolescents.
Les foutankobé sont reconnaissables grâce à leur chapeau conique, que les Sérères, Diolas et  portent aussi. Traditionnellement, les hommes se rasaient le crâne et laissaient pousser leur barbe qu'ils taillaient en pointe. Certains se tressaient les cheveux et il y avait une multitude de coiffures. Les femmes se coiffaient à la manière des femmes wolofs, des coiffures très complexes, et portaient toujours un léger voile par-dessus la tête. Les foutankobé pratiquent encore de nos jours la scarification. Souvent ils se font deux incisions sur les tempes, autant les hommes que les femmes. Il y avait aussi le tatouage des lèvres pour les femmes, que les femmes de sakeebe, caste des travailleurs du cuir, pratiquent.
L’excision chez les femmes et la circoncision chez les hommes sont des pratiques que les foutankobé partagent avec les Mandingues au Sénégal, au Mali et en Mauritanie, mais avec les dispositifs de lutte contre ces pratiques, elles se font de moins en moins[réf. nécessaire], inscrites dans la religion musulmane[réf. nécessaire] mais aussi dans les traditions ouest-africaines.
Le yela est un chant d'origine peule .

## Le mariage entre castes chez les  Foutankobé
Chez les Foutankobé viennent en premier lieu les hommes libres (Rimbé), n'appartenant pas aux castes de métier, et parmi eux, en, tête, les Fulbe (environ 15 %) et les Toorobbe qui représentent environ 30 % de la société , ce sont les classes dominantes, entre ces deux castes, les unions sont très fréquentes puis viennent les Jaawanbe qui représentent environ 1 % de l"ethnie, ils sont plus endogames que les deux castes précédentes, les mariages entre Fulbe/Jaawanbe où Toorobe/Jaawanbe sont peu présentes.
La couche sociale qui vient au-dessous est celle du Ceddo (Sebbe) et du Cuballo (Subalbe) qui représentent respectivement 10 % et 9 % de l'ethnie, on pense que leurs ancêtres étaient les premiers occupants du sol, et ils ont conservé leurs traditions. La caste des Subalbe est assez fermée, beaucoup se marient entre eux ou dans certains cas avec les Sebbe alors que la caste des Sebbe changerait des unions avec les Toorobe, les Fulbe et les Subalbe.
Libres également, mais à un rang social inférieur, se trouvent les castes de métier, regroupées dans la classe des Nyeenbe : « Laobé, Wayilbe, Buurnabe, Sakkebbe, Awlube, Waambaabe, Maabuube ». Elles représentent environ 20 % des Toucouleurs, toutes castes confondues. Même s’il n’existe pas de réelle hiérarchie entre elles, une endogamie stricte est pratiquée mais les mariages entre différentes castes de la classe des Nyeenbe sont possibles, à l’exception des Laobés, Waambaabes et Awlubes, qui ne se marient qu’entre eux.
Enfin en bas de la hiérarchie sociale se trouve le groupe des captifs, les Maccube représentent 15 % de l'ethnie. Il existe une distinction entre l'affranchi (Galounke) et le captif (Maccudo), mais ils sont en fait réunis par le même préjugé qu'ont vis-à-vis d'eux les autres castes. Les Maccubé ne prendront femme qu'au sein de leur propre caste.
| Caste / Mariage avec → | Awluɓe | Buurnaaɓe | Fulbe    | Jaawamɓe | Lawɓe | Maccuɓe | Maabuɓe  | Sakkeeɓe | Seɓɓe    | Subalɓe  | Tooroɓɓe | Wambaaɓe | Wayilɓe  |
| ---------------------- | ------ | --------- | -------- | -------- | ----- | ------- | -------- | -------- | -------- | -------- | -------- | -------- | -------- |
| **Awluɓe**             |        | X         | X        | X        | X     | X       | X        | X        | X        | X        | X        | Rare     | X        |
| **Buurnaaɓe**          | X      |           | X        | X        | X     | X       | Fréquent | Fréquent | X        | X        | X        | X        | Fréquent |
| **Fulbe**              | X      | X         |          | Rare     | X     | X       | X        | X        | Rare     | Rare     | Fréquent | X        | X        |
| **Jaawamɓe**           | X      | X         | Rare     |          | X     | X       | X        | x        | X        | X        | Rare     | X        | X        |
| **Lawɓe**              | X      | X         | X        | X        |       | X       | X        | X        | X        | X        | X        | X        | X        |
| **Maccuɓe**            | X      | X         | X        | X        | X     |         | X        | X        | X        | X        | X        | X        | X        |
| **Maabuɓe**            | X      | Fréquent  | X        | X        | X     | X       |          | Fréquent | X        | X        | X        | X        | Fréquent |
| **Sakkeeɓe**           | X      | Fréquent  | X        | X        | X     | X       | Fréquent |          | X        | X        | X        | x        | Fréquent |
| **Seɓɓe**              | X      | X         | Rare     | X        | X     | X       | X        | X        |          | Fréquent | Fréquent | X        | X        |
| **Subalɓe**            | X      | X         | Rare     | X        | X     | X       | X        | X        | Fréquent |          | Fréquent | X        | X        |
| **Tooroɓɓe**           | X      | X         | Fréquent | Rare     | X     | X       | X        | X        | Fréquent | Fréquent |          | X        | X        |
| **Wambaaɓe**           | Rare   | X         | X        | X        | X     | X       | X        | X        | X        | X        | X        |          | X        |
| **Wayilɓe**            | X      | Fréquent  | X        | X        | X     | X       | Fréquent | Fréquent | X        | X        | X        | X        |          |

{{{1}}}

PS : De nos jours, il y a de nombreux mélanges entre ces castes. Cependant, certaines castes restent plus endogames que d’autres. Les castes des Lawɓe, Jaawamɓe, Awluɓe et Wambaaɓe demeurent parmi celles qui se mélangent le moins. En revanche, les castes des Tooroɓɓe, Subalɓe, Seɓɓe, Fulbe et Maccuɓe sont moins endogames et ont une plus grande souplesse en matière de mariages inter-castes. Ces évolutions reflètent les changements sociaux en cours, tout en préservant certaines traditions anciennes liées à l’organisation sociale des Toucouleurs. 

## Les souverains du Fouta-Toro et leurs liens avec la traite orientale et occidentale
Les Rois du Fouta du haut fleuve Sénégal étaient souvent les principaux vassaux des négriers arabes de Mauritanie dès le XIIIe siècle. À de très nombreuses reprises, sous le joug des Arabes ou des Maures, les rois du Fouta-Toro leur ont payé un tribut, très souvent constitué d'esclaves Foutankobés. C'est à grand peine que les Foutankobés réussirent à mettre un terme aux razzias des Arabo-berbères au XIXe siècle.
Il en fut de même avec l'arrivée des Européens à partir du XVIIIe siècle où les almamys étaient les principaux vassaux des colons occidentaux basés dans le comptoir de Saint-Louis du Sénégal. Les almamys, divisés en clans nommés Jagoordo, étaient souvent liés aux commerçants européens par des liens de vassalité.